# Борки (Зеньковский район)
Бо́рки (укр. Бірки) — село,
Борковский сельский совет,
Зеньковский район,
Полтавская область,
Украина.
Код КОАТУУ — 5321381001. Население по переписи 2001 года составляло 1188 человек.
Является административным центром Борковского сельского совета, в который, кроме того, входят сёла Трояновка и Цветово.

## Географическое положение
Село Борки находится на берегу реки Грунь-Ташань, выше по течению на расстоянии в 2 км расположено село Трояновка, ниже по течению на расстоянии в 1 км расположено село Загруновка. К селу примыкает лесной массив (сосна).

## История
В центральном историческом архиве Украины имеются документы церквей начиная с 1771 года.
Есть на карте 1787 года.
После 1945 года присоеденены Савенки (Савенков).

## Известные жители и уроженцы
- Леонова, Анна Дмитриевна (1923—2008) — Герой Социалистического Труда.
- Чирка, Николай Спиридонович (1907—1995) — Герой Советского Союза.

## Экономика
- Молочно-товарная ферма.
- ООО «Бор».
- Предприятие «Сельхозтехника».